# Las arenas de Marte
Las arenas de Marte es una novela de ciencia ficción del célebre autor Arthur C. Clarke, publicada por primera vez en 1951.
Esta novela de ciencia ficción, posee un estilo diferente al resto de sus obras. Si bien tiene aspectos muy técnicos propios del autor sobre el espacio, Marte, naves espaciales, y en general de la tecnología, Clarke también trata muy bien las relaciones entre los personajes, su conciencia y la interacción con el mundo totalmente nuevo que es Marte.
En Las arenas de Marte Clarke permite ver su calidad como autor y como divulgador de ciencia ficción, además de adelantarse a su tiempo en teorías que aún no estaban desarrolladas, además de explorar campos de la ciencia, como la viabilidad de la vida en otros planetas, la fusión nuclear, etcétera.
La obra es muy amena y de lectura sencilla, desde el primer momento captura al lector y lo obliga a seguir con el hilo argumental, bastante elaborado y con un final sorprendente, propio de las obras de gran calibre de Clarke.

## Argumento
Martin Gibson es un conocido escritor de novelas de ciencia ficción en la Tierra, que se embarca hacia Marte en el viaje inaugural del Ares. Esta nave va a ser la primera de una línea regular de pasajeros de gran capacidad que acercará más la Tierra a su vecino rojo. Gibson ha sido elegido como único pasajero para que escriba artículos que documenten el viaje y describan la nave, de cara a la publicidad. 
A bordo del Ares, le acompaña la tripulación, formada por el capitán Norden, el oficial Hilton, el doctor Scott, y el físico Mackay, además de Jimmy Spencer, aprendiz y estudiante, el más joven de la nave. Martin tiene interés en actualizar sus conocimientos de astrofísica, tarea para la que el capitán le asigna a Jimmy como profesor. Durante una conversación tras una de estas clases, Martin descubre que Jimmy es hijo de la mujer con la que tuvo un romance en la universidad, y a la que perdió tras sufrir un colapso nervioso y dejar sus estudios, descubriendo más tarde que esta se había casado con el padre de Jimmy. 
La travesía del Ares adquiere una segunda misión cuando reciben la notificación de que ha sido lanzado un transportador (una pequeña nave guiada por radiocontrol, usada para seguir a una nave si esta ha olvidado alguna mercancía, o para transporte entre estaciones) con un antídoto para la gripe marciana. No se trata de una nueva enfermedad, sino de una producida por microorganismos procedentes de la Tierra que se han adaptado a las condiciones de Marte. Aunque no produce muchos muertos, causa muchas bajas laborales, y Marte es un planeta que no puede permitirse dejar de trabajar ni un momento.
Tras tres meses de viaje, en los que la tripulación y Martin llegan a conocerse bien, llegan a Marte, encontrando como primer contratiempo el hecho de no poder detenerse en Fobos como de costumbre, sino que se ven desviados por el gobierno de Marte a la segunda luna, Deimos.
Una vez en la superficie, Gibson se pone en contacto con el Jefe Ejecutivo de Marte, Hadfield, quien pide al escritor que trate de hacer buena prensa de las condiciones de los colonos, y le da carta blanca para investigar por toda la ciudad de Puerto Lowell, la mayor de Marte. Hay que decir que en esa época la presencia humana en el planeta rojo era muy reducida, con sólo un par de ciudades importantes, bajo cúpulas, Puerto Lowell y Puerto Schiaparelli, ya que la atmósfera, por ser tan poco densa, no es respirable sin la apropiada máscara. Se ha descubierto abundante vida vegetal en Marte, pero ningún animal, como se esperaba por la baja presión. Aunque la población va aumentando debido a los numerosos nacimientos entre los colonos, existe un vacío de edad entre los 10 y los 21 años, debido a que en su momento no se permitió la presencia de ningún menor de edad entre los colonos. La única excepción es la hija del Jefe Ejecutivo, Irene, que tiene 18 años. Ella y Jimmy se conocen y comienzan una relación.
Gibson propone una pequeña excursión por los alrededores de la ciudad, lo cual les lleva inesperadamente a un complejo de investigación botánico que no se les permite visitar, presumiblemente por la necesidad de pasar por esterilización. Procura no darle mayor importancia al hecho, y lo olvida.
Durante el vuelo hacia Puerto Schiaparelli un tiempo después, sufren un accidente, y se ven forzados a aterrizar en una zona no explorada de Marte. En su reconocimiento del lugar, encuentran un bosquecillo con unas curiosas plantas que contienen gas. Aunque inicialmente no se dan cuenta, la presencia de senderos entre la vegetación los lleva a sospechar que hay algún tipo de presencia animal en la zona. Tras revisar la zona con cuidado, encuentran un pequeño grupo de animales marcianos, que se dedican a comer de esas plantas llenas del oxígeno que estas extraen del suelo. Aunque no parecen prestarle mucha atención a los humanos, uno de ellos se encariña con Gibson, y se acaba yendo con ellos. Bautizado como Scuick por el ruido emitido al preguntarle su nombre, el pequeño ser levanta gran expectación entre los habitantes de Marte, revolucionando las teorías sobre la fauna del planeta.
A su regreso a Lowell, Gibson empieza a oír rumores sobre el misterioso Proyecto Aurora, del que nadie desea hablar. Mientras investiga, se encarga también de hablar con Hadfield sobre el romance de Jimmy e Irene, dando excelentes referencias sobre el joven. Ante las sospechas de Hadfield, Martin se ve obligado a admitir que Jimmy es hijo suyo, algo que no ha descubierto hasta una semana antes al ver la fecha de nacimiento de Jimmy. Cuando Hadfield empieza a confiar en Gibson, y deja de verlo como un estorbo, decide tenerlo más al tanto de lo que ocurre, y le muestra el interior de la mencionada estación de investigación botánica: por lo visto, las plantas de las que Scuick se alimenta ya habían sido descubiertas y cultivadas para desarrollar una variedad que pudiera liberar oxígeno directamente a la atmósfera sin almacenarlo. La misma estación obtiene oxígeno únicamente de las plantas cultivadas. Sin embargo, Hadfield guarda silencio en cuanto a la naturaleza del Proyecto Aurora.
Finalmente, una vez concluido el proyecto con éxito, se descubre de qué se trata: para que las plantas productoras de oxígeno prosperen, se necesita mucha luz, que Marte apenas recibe en cantidad suficiente del Sol. Por tanto, y mediante ingeniería nuclear (basándose en una hipotética reacción de resonancia mesónica) se convierte a Fobos en una estrella que orbita alrededor de Marte, que pasa a recibir suficiente luz y calor como para que las plantas se desarrollen tanto como para producir oxígeno suficiente para crear una atmósfera respirable (un proceso de terraformación de Marte, aunque este término no se usa en ningún momento a lo largo del libro). Naturalmente, el secreto en torno a esto se mantenía porque era algo que la Tierra no había aprobado.
Gibson llegó a Marte como un observador temporal que iba a dar su opinión sobre el lugar para atraer más gente al planeta rojo. Sin embargo, acaba sintiéndose parte de la comunidad, por lo que al final de la obra decide quedarse allí a vivir durante más tiempo del pensado, y trabajar por la prosperidad de la colonia.
Jimmy e Irene formalizan su compromiso, y se marchan a la Tierra junto al Jefe Hadfield, quien ha sido depuesto y llamado a regresar de inmediato. De este modo ella podrá ver todo lo que su vida en Marte no le ha permitido conocer, mientras Jimmy termina sus estudios. Los demás tripulantes del Ares regresan a su puesto, y el futuro de Marte se presenta alentador: se calcula que en 50 años, la atmósfera será respirable gracias a las plantas y la luz y el calor del nuevo sol.

## Curiosidades
Las dos ciudades de Marte están nombradas según Percival Lowell y Giovanni Schiaparelli. Ambos astrónomos creyeron ver canales sobre la superficie de Marte, creados por una supuesta civilización marciana.
A lo largo de la obra, hay una mención a las novelas de Edgar Rice Burroughs, quien es todo un referente en la historia de la ciencia ficción, pues ya en 1951 sus trabajos eran de sobra conocidos: su primera novela, Una princesa de Marte, data de 1912. A modo de broma, el piloto de la nave accidentada dice a los demás que no tarden más de una hora en su exploración del lugar a no ser que regresen al menos con una genuina princesa marciana, al estilo de Edgar Rice Borroughs.
También Gibson habla del escritor D. H. Lawrence cuando cuenta la forma en que éste le inspiró al escribir un capítulo sobre las sensaciones del mareo espacial.

## Referencia bibliográfica
- Arthur C. Clarke, Las arenas de Marte. Editorial Edhasa (Colección Nebulae): Barcelona, 2002. ISBN 84-350-2075-4
- Clarke, Arthur C. (2002). Las arenas de Marte. Barcelona: Edhasa. ISBN 978-84-350-2075-6.
- Clarke, Arthur C. (1986). Las arenas de Marte. Barcelona: Edhasa. ISBN 978-84-350-2009-1.

- Datos: Q2538493